# Kazimierz Wiłkomirski
Kazimierz Wiłkomirski (Moscou (Imperi Rus), 1 de setembre, 1900 - Varsòvia, 7 de març, 1995), fou un violoncel·lista, compositor, director d'orquestra i professor polonès.

## Biografia
Va néixer a la família d'Wiłkomirski (1873–1950), violinista, director d'orquestra i professor al Conservatori de Łódź, i Aniela, de soltera Kułassowska (1880–1921). Germà de Maria (1904–1995), pianista i professora, i Michał (1902–1988), violinista, professor a les universitats de Chicago i Houston. Germanastre de Wanda, violinista i professora, i Józef (1926–2020), director d'orquestra, violoncel·lista i compositor.

## Educació
Als 8 anys, va començar a estudiar violoncel amb Mikhail Bukinik i, al cap d'un any, es va convertir en alumne seu al Conservatori Popular de Moscou. Entre els anys 1911 i 1917, va estudiar al Conservatori de Moscou amb Alfred von Glehn i Mikhaïl Ippolítov-Ivànov. Va estudiar composició de manera privada amb Boleslav Leopoldovich Yavorsky
Entre els anys 1919 i 1923, va estudiar al Conservatori de Varsòvia amb Roman Statkowski (composició) i Emil Młynarski (direcció), graduant-se amb matrícula d'honor. El 1934, com a becari del Fons Nacional de Cultura, va completar els seus estudis de direcció amb Hermann Scherchen a Suïssa.

## Carrera professional
Als 11 anys, va començar a tocar música de cambra amb el seu germà Michał (violí) i la seva germana Maria (piano). El primer concert del Trio Wilkomirski va tenir lloc el 1913 a Bogorodsk, el 1915 el Trio va debutar a Moscou i el 1919 a Varsòvia. Entre els anys 1919 i 1921 va ser violoncel·lista de l'Orquestra de l'Òpera de Varsòvia, després entre els anys 1926 i 1934 el primer violoncel·lista de la Filharmònica de Varsòvia, i a partir del 1927 també el seu director.
Durant la Segona Guerra Mundial va viure a Varsòvia. Entre els anys 1939 i 1941 va tocar a l'orquestra d'Adam Dołżycki al cafè Lardelli. Va practicar música de cambra, actuant, entre d'altres, al cafè de Bolesław Woytowicz amb el quartet de corda d'Eugenia Umińska (amb Roman Padlewski i Henryk Trzonek) i el quartet d'Irena Dubiska (amb Padlewski i Mieczysław Szaleski). El 21 de maig de 1943, com a membre del Quartet Umińska, va participar en la primera actuació del Quartet de corda núm. 2 de Grażyna Bacewicz, al "Saló d'Art" de Woytowicz a Nowy Świat 27 de Varsòvia. Fins i tot abans, al mateix lloc i amb la mateixa formació, va tenir lloc la primera actuació del Quartet núm. 2 de Padlewski. Com a solista i músic de cambra, va actuar en uns 500 concerts.
Com a director d'orquestra, Wiłkomirski va debutar el 20 de febrer de 1927 amb un concert a la Filharmònica de Varsòvia, el programa del qual incloïa: l'obertura-fantasia Romeu i Julieta i les Variacions sobre un tema rococó de Txaikovski, el concert per a piano d'Skriabin i el Caprici espanyol de Rimski-Kórsakov. Fora de Polònia, va actuar a Romania, Alemanya i Letònia, i després de 1945 a la Unió Soviètica, Txecoslovàquia, Alemanya, Bulgària, Israel i Cuba.
Va fer la seva primera aparició com a director d'òpera el març de 1933 a l'Òpera de Varsòvia (Borís Godunov de Mússorgski). Entre els anys 1947 i 1949 va ser director artístic i després (fins al 1952) director de l'Òpera i Filharmònica de Wrocław, entre el 1952 i el 1954 director artístic de la Filharmònica Bàltica de Gdańsk, i a partir del gener de 1953 director de l'Estudi d'Òpera de Gdańsk, que aviat es va transformar en l'Òpera Bàltica, on va treballar com a director d'orquestra entre els anys 1955 i 1957. El 1957 va tornar a l'Òpera de Wrocław com a director (fins a la primavera de 1960), director artístic (fins al desembre de 1960) i de nou com a director d'orquestra (fins al 1963). També va actuar en teatres estrangers, com ara a Bratislava, Budapest, Dresden, Cluj-Napoca i Schwerin.
Va ser jurat en molts concursos internacionals de música, com ara a Praga, Moscou, Budapest i Munic. El 1974 va presidir el jurat del concurs nacional de direcció a Katowice. La seva última actuació com a violoncel·lista va ser el 1983 a Sopot, i com a director el 1986 a Wrocław.

## Activitat pedagògica
Entre els anys 1917 i 1919 va ensenyar a l'escola de música de Batumi, al Caucas. Després, entre els anys 1921 i 1925, va ensenyar violoncel, principis de la música i harmonia a l'escola de la Societat Musical de Kalisz, i entre els anys 1925 i 1929 va impartir una classe de violoncel i una classe de música de cambra. També va impartir assignatures teòriques al Conservatori Helena Kijeńska-Dobkiewiczowa de Łódź.
El 1929 es va traslladar a Varsòvia, on fins al 1934 va ensenyar a l'escola de música privada que porta el nom de Mieczysław Karłowicz (cor, orquestra, classe de música de cambra), i a partir del 1932 també va impartir una classe de violoncel i conjunt de cambra al Conservatori Estatal de Música. Entre els anys 1934 i 1939 va ser director i professor del Conservatori de Música Polonès de la "Macierz Szkolna" a Gdańsk.
Després de la guerra, es va dedicar principalment a l'ensenyament. Va ser rector i professor de l'Escola Estatal Superior de Música de Łódź (1945–1947), va impartir classes a l'Escola Estatal Superior de Música de Wrocław (1948–1952 i 1958–1964), a l'Escola Estatal Superior de Música de Poznań (1950–1951) i a l'Escola Estatal Superior de Música de Sopot (1952–1957). A partir de l'octubre de 1963, va impartir classes a l'Escola Estatal Superior de Música de Varsòvia, on el 1966 va obtenir el títol de professor titular, i després de jubilar-se (el 1970) va continuar ensenyant fins al 1981.
Va dirigir classes magistrals de violoncel a Łańcut (1975–1984), Baden-Baden (1982) i a la Hochschule für Musik de Hannover (1983). A més de les classes de violoncel, va dirigir classes de direcció a Łódź i Wrocław, classes de música de cambra a Gdańsk i Varsòvia i una orquestra d'estudiants a Varsòvia. Entre els seus alumnes hi ha els violoncelistes G. Banaś, Cecylia Barczyk, Roman Suchecki, Jerzy Węsławski, Marian Wasiółka, Monika Szczudłowska, Bożena Zaborowska i els directors Jan Krenz, Józef Wiłkomirski i Antoni Wicherek.
Ha estat casat dues vegades. Per primera vegada, el 4 de febrer de 1923, es va casar amb Maria Bronisława, de soltera Fryde (morta el 1963), amb qui va tenir una filla, Aniela, de nom de casada Wojciechowska (1924–2014), artista visual i escenògrafa. Des del 22 de desembre de 1974, la seva esposa va ser Teresa, de soltera Lisiców (1922–2014).
Va morir a Varsòvia. Va ser enterrat amb la seva segona esposa al cementiri de Powązki (parcel·la 2-2-10).

## Encàrrecs i condecoracions
- Orde de la Bandera del Treball, 1a classe (1980)
- Orde de la Bandera del Treball, 2a classe (22 de juliol de 1949)[10]
- Creu de Comandant de l'Orde de Polonia Restituta (1969)
- Creu d'Oficial de l'Orde Polònia Restituta (14 de desembre de 1955)[11]
- Creu d'Or al Mèrit (dues vegades: 11 de novembre de 1937,[12] 22 de juliol de 1952[14])
- Medalla del 40è Aniversari de la República Popular de Polònia (1984)[15]
- Medalla del 10è Aniversari de la República Popular de Polònia (25 de març de 1955)[16]
- Medalla de la Comissió Nacional d'Educació
- Insígnia al Mèrit del Voivodat de Kalisz (1977)
- Medalla del 800è Aniversari de Kalisz (1989)

## Premis
- Premi del Ministre de Cultura i Art, 1r grau (1964, 1967, 1980)

## Llegat
Va deixar la seva empremta en la història de la música polonesa del segle XX com a violoncel·lista, músic de cambra, director d'orquestra, professor, compositor, escriptor i organitzador de la vida musical destacat. A més del repertori clàssic, va introduir obres de compositors contemporanis a l'escenari, incloent-hi concerts per a violoncel de Jan Adam Maklakiewicz i Arthur Honegger, obres d'Igor Stravinski, Sergei Prokofiev, Eugeniusz Morawski i Karol Szymanowski. Després de la guerra, va incloure als programes, entre d'altres, composicions de Mieczysław Karłowicz, Ludomir Różycki, Emil Młynarski, òperes de Władysław Żeleński i Ignacy Jan Paderewski.
Es va distingir en la música de cambra polonesa com a creador i líder del Trio Wiłkomirski. La producció compositiva de Wiłkomirski no va més enllà de l'estil neoromàntic, i la seva culminació és la Simfonia Concertant (1950) i la Cantata de Sant Jaume (1957).

## Commemoració
Kazimierz Wiłkomirski fou el patró de la Societat Musical de Stare Babice, prop de Varsòvia, així com del Complex d'Escoles de Música Estatals d'Elbląg. Carrers de Gdańsk i Kępno també porten el seu nom.
Des del 1991, el Concurs Internacional de Violoncel Juvenil Kazimierz Wiłkomirski se celebra a Poznań cada dos anys. Està organitzat per l'Escola de Música Secundària General núm. 2 de Poznań, que porta el nom de Tadeusz Szeligowski, i les autoritats de la ciutat. Des del 1994, el Concurs Nacional de Joves Directors Witold Lutosławski s'organitza a Białystok cada quatre anys per l'Òpera i la Filharmònica de Podlasie.
L'any 1993, l'editorial de Lublin Polihymnia va publicar el llibre de "Kinga Strzelecka Życiepiękniem było – Rzecz o Kazimierzu Wiłkomirskim ISBN 83-7270-015-X," i el 2002, un treball col·lectiu editat per Janusz Kraskniem a la revista científica de l'Acadèmia de Música G. titulat "Gdańskie lata Kazimierza Wiłkomirskiego ISSN 0239-5444".Nukat – Wiłkomirski, Kazimierz (1900-1995). [w:] Nukat [on-line]. [dostęp 2018-03-26]. [zarchiwizowane z tego adresu (2018-03-26)]. (pol.).

## Composicions importants
(basat en materials font)
| - Dos preludis per a violoncel i piano (1918) - Scherzo per a violoncel i piano (1918) - Balada per a violoncel i piano (1918) - Sonata per a violí i piano (1919) - Sonata per a piano (1920) - Simfonia (1922) - Rèquiem per a veus solistes, cor i orquestra (1923) - Poema per a violoncel i piano (1924) - Balada per a violí i piano (1926) - Poema simfònic Jungfrau - recitatiu per a veu i orquestra (1930) - Missa per a veus solistes, cor i orgue (1937) - Quartet de corda (1942) | - Ària per a violoncel i piano (1943) - Caixubi Suite per a orquestra de vent (1946) - Cantata Profeta per a baríton solista i orquestra (1950) - Simfonia concertant per a violoncel i orquestra (1950) - Dotze estudis per a violoncel solista (1950) - Cantata de Wrocław per a soprano, cor mixt i gran orquestra simfònica (1951) - Quatre peces (pedagògiques) per a violoncel i piano (1952) - Cantata de Gdańsk per a veus solistes, cor mixt i orquestra simfònica (1955) - Cantata sobre Sant Jaume per a veus solistes, cor mixt i orquestra simfònica (1957) - Quartet per a 4 violoncels (1961) - Cantata de Wolanie moje per a veu i piano (1962) |